# Cort

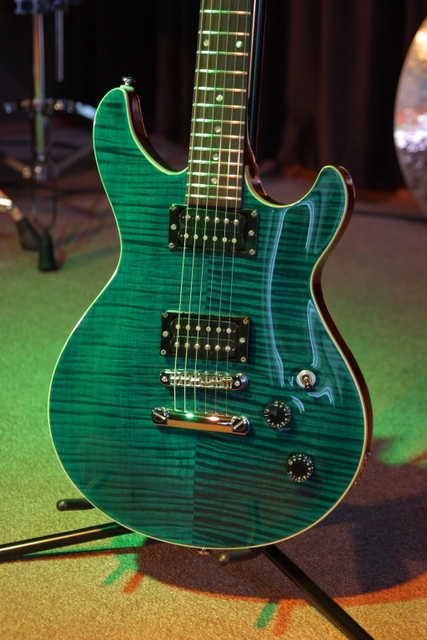
Cort M600

Cort Guitars – południowokoreański producent gitar.

## Historia
Sukces firmy Cort jest oparty głównie na pracy Jacka Westheimera, który był jednym z najwcześniejszych promotorów japońskich i południowokoreańskich gitar. Nazwa Cort była skróconą formą Cortez, marki głównie akustycznych gitar produkowanych w Japonii na mocy kontraktu z Westheimerem. Westheimer założył przedsiębiorstwo Yoo-Ah z partnerem Youngiem H. Parkiem w 1973 i fabryka dla przedsiębiorstwa powstała w Korei Południowej. Marka Cort była używana od lat 60. Jeszcze przed latami 70. marka została doceniona przez konsumentów. Główna fabryka Cort jest usytuowana w Incheon. Cort otworzył inną fabrykę w Daejeon, dla akustycznych gitar. Ponadto, Cort ma trzecią fabryka usytuowaną w Surabai w Indonezji. W sumie produkcja gitar Cort przewyższa milion gitar rocznie.

## Modele
Cort wprowadził bardzo dużą linię gitar, by dopasować się do gustów i potrzeb innych gitarzystów i gatunków muzyki. Wprowadził także dużą różnorodność gitar elektrycznych, akustycznych i elektryczno-basowych, z głównym naciskiem na dobry produkt w niskiej cenie.

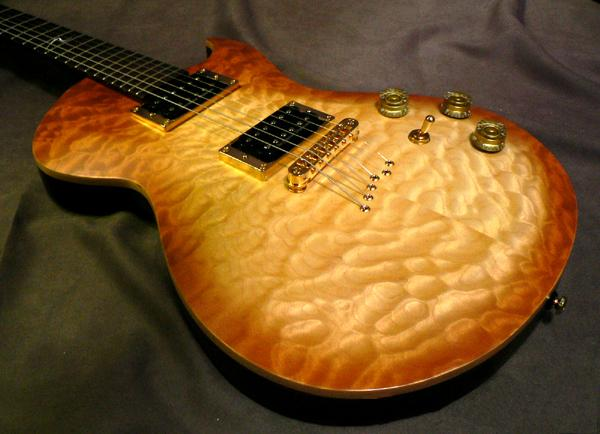
Cort Z-Custom Series

### Elektryczne
- EVL series
- G series
- KX series
- M series
- X series
- Zenox series
- Jazz box series
- Masterpiece series
- Signature series

### Akustyczne
- Limited Edition series
- Earth series
- SFX series
- NTL series
- CJ series
- MR series
- Classical series
- Standard series

### Basowe
- Masterpiece series
- Signature series
- GB series
- Artisan series
- Curbow series
- PB1L series
- Action series
- EVL series
- T series

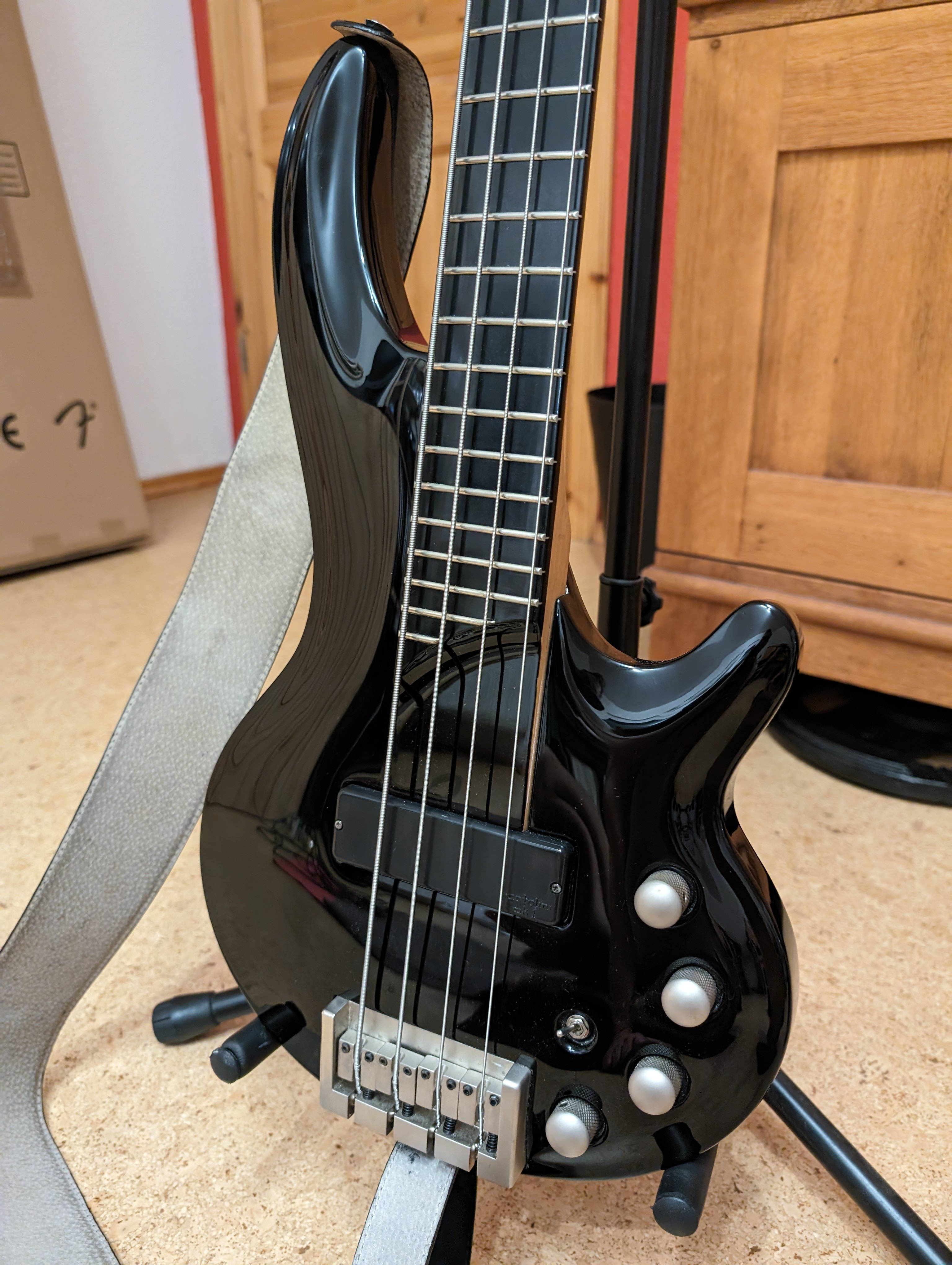
Cort Curbow Basowe

Oprócz modeli aktualnie produkowanych, Cort wprowadził wiele innych, takich jak gitary serii S, Viva i inne. Kilka najwcześniejszych Cortów było bezpośrednimi kopiami popularnych modeli, takich jak Stratocaster.

### Parkwood
Aż do 10 lipca 2006 roku, Cort produkował linię wysokiej jakości gitar pod nazwą Cort Parkwood.

## Produkcja kontraktowa
Produkcji Corta nie bazuje wyłącznie na markach gitar Cort, ale raczej na pracy kontraktowej dla licznych innych przedsiębiorstw. Wiele przedsiębiorstw ma kontrakt z Cortem, by budował atrakcyjne cenowo gitary, które mają markę przedsiębiorstwa zlecającego produkcję. Linie gitar Ibanez, Parkwood Schecter, G&L Tribute i Fender Squier są między innymi najlepiej znanymi markami, które tworzy Cort.